# 川浪芳聖
川浪 芳聖（かわなみ よしのり、1980年7月15日 - ）は、弁護士法人琥珀法律事務所代表社員弁護士。京都府京都市出身。

## 人物
小学生、中学生のときは軟式少年野球団、野球部に所属。
趣味は、読書とオートバイ（ブログによると、複数台のオートバイを所有している様子）。

## 略歴
- 2008年　弁護士登録。
- 2012年　東京都渋谷区恵比寿にて琥珀法律事務所を開設。
- 2015年　弁護士法人琥珀法律事務所設立。
- 2024年　保育士試験合格。

## 来歴
私立洛南高等学校卒業後、一橋大学法学部に進学し、上京。在学中に旧司法試験に合格できず、1年間の司法浪人を経て立命館大学法科大学院既修者コースに進学。大学院進学に伴って再び京都に戻り、司法試験予備校でのアルバイト・病院の救急外来夜間受付のアルバイトをしながら、新司法試験を受験し、1回で合格。合格後、1年間、山口県にて修習した後に2008年に弁護士登録し、東京都内の法律事務所に就職。
主に労働事件と刑事事件を中心に経験を積み重ね、2012年に独立し、東京都渋谷区恵比寿にて琥珀法律事務所を開設。独立してからの約2年間は弁護士業と並行して資格試験予備校にて国家総合職受験生向けの講義・ゼミを担当（担当科目は憲法、民法、行政法）。
2015年に弁護士法人化し、現在は、東京（恵比寿、新宿、立川）以外に、仙台、大阪、福岡、熊本に支店を構えるに至り、労働事件・刑事事件のみならず、債務整理事件・家事事件・交通事故事件も含む一般民事事件や中小企業法務を広く取り扱っている。